# Agonia no Jardim (Mantegna, Londres)
A Agonia no Jardim 1455-1456 é uma pintura do artista italiano Andrea Mantegna. Está na Coleção Principal da National Gallery em Londres. Jesus Cristo (centro) está orando diante de um grupo de querubins (canto superior esquerdo) que estão segurando os instrumentos de sua tortura e morte. Judas Iscariotes, o discípulo que traiu Cristo, lidera um grupo de soldados (centro-direita) de Jerusalém para prendê-lo. Enquanto isso, os discípulos de Cristo, São Pedro, São Tiago e São João dormem (abaixo).
O episódio é mais conhecido em Língua Portuguesa como Agonia no Getsêmani e se refere a um evento na Vida de Jesus que ocorreu entre a Última Ceia e a sua prisão A luta de Jesus (em grego: agonia), orando e se submetendo a Deus antes de aceitar seu sacrifício, no Getsêmani, também denota um estado de espírito atualmente chamado de agonia.
Considera-se que o cunhado de Mantegna, o artista renascentista Giovanni Bellini, se inspirou nesta pintura para sua própria representação de Agonia do Jardim, pintada entre 1460 e 1465. Ambas as pinturas são conservadas na National Gallery, em Londres.